# 駱恵寧
駱 恵寧（らく けいねい、1954年10月5日 - ）は、中華人民共和国の官僚、政治家。安徽省当塗県出身。中央政府駐香港連絡弁公室主任、国務院香港マカオ事務弁公室副主任、中国共産党中央香港工作委員会書記、全国人民代表大会財政経済委員会副主任委員、香港特別行政区政府国家安全事務顧問を務めた。

## 経歴
1954年10月、安徽省当塗県で生まれる。文化大革命中期の1970年9月より安徽省馬鞍山市の慈湖公社で知識青年として労働に従事。1971年10月に安徽省馬鞍山鋼鉄公司の第二製鉄所に入って労働者になった。1982年に安徽大学経済系政治経済学科を卒業後、同年、安徽省人民政府弁公庁に入庁。以後、安徽省対外経済貿易委員会引進処副処長、技術輸出入処副処長、処長、安徽省対外経済貿易委員会副主任、安徽省対外経済貿易庁副庁長、党組副書記、安徽省人民政府副秘書長、安徽省人民政府弁公庁主任を歴任した。1999年10月、駱恵寧は中国共産党安徽省委員会宣伝部部長となり、同年12月に中国共産党安徽省委員会常務委員に昇進し、副部級を昇格させた。
2003年4月、党務に転じて青海省に赴任し、青海省党委副書記に就任した。翌年12月には同省党校校長を兼任。次いで2004年12月、遼寧省党委書記に転じた。2010年1月12日、青海省第11期人民代表大会常務委員会第13回会議で、駱恵寧を青海省副省長、代理省長に任命することを決定しました。2013年3月19日、青海省党委書記に昇格。青海省第12回人民代表大会第2回会議で、駱恵寧は青海省人民代表大会常務委員会主任で、郝鵬は青海省省長に選ばれました。
2016年6月29日、王儒林の後任として、山西省党委書記に任命された。翌年1月、同省人大常委会主任を兼務。2017年10月、第19回党大会で党中央委員に選出される。2019年11月30日、駱恵寧は年齢問題で山西省党委書記を退任した。12月28日、第13回全国人民代表大会常務委員会第15回会議は、駱恵寧を第13回全国人民代表大会財政経済委員会副主任委員に任命した。
2020年1月4日、王志民の後任として、中央政府駐香港連絡弁公室主任に任命された。翌月13日、国務院香港マカオ事務弁公室副主任を兼務。同年7月3日より、中華人民共和国香港特別行政区国家安全維持法の成立に伴い香港特別行政区政府の国家安全事務顧問を兼務。8月7日、香港国家安全維持法の施行に関与する人物として、アメリカ財務省による「米国内資産凍結、米国人との取引禁止」の制裁対象に指定された。2023年1月14日、後任の駐香港連絡弁公室主任に鄭雁雄を起用することが発表された。

## 著書
- 「総合の制度革新 農村税金改革の道」、駱惠寧著、北京、人民出版社、2004年7月、ISBN 7010042977
- 「安徽両個転換決策縦論」、駱恵寧編、合肥、安徽人民出版社、1997年7月、ISBN 7-212-01431-1
- 「皖台往来史略」、駱恵寧編、福州、海風出版社、2002年9月、ISBN 7-80597-410-1